# 阿波池田バスターミナル
阿波池田バスターミナル（あわいけだバスターミナル）は、徳島県三好市池田町サラダ1612番地27の阿波池田駅近くにある、四国交通が運営するバスターミナル。

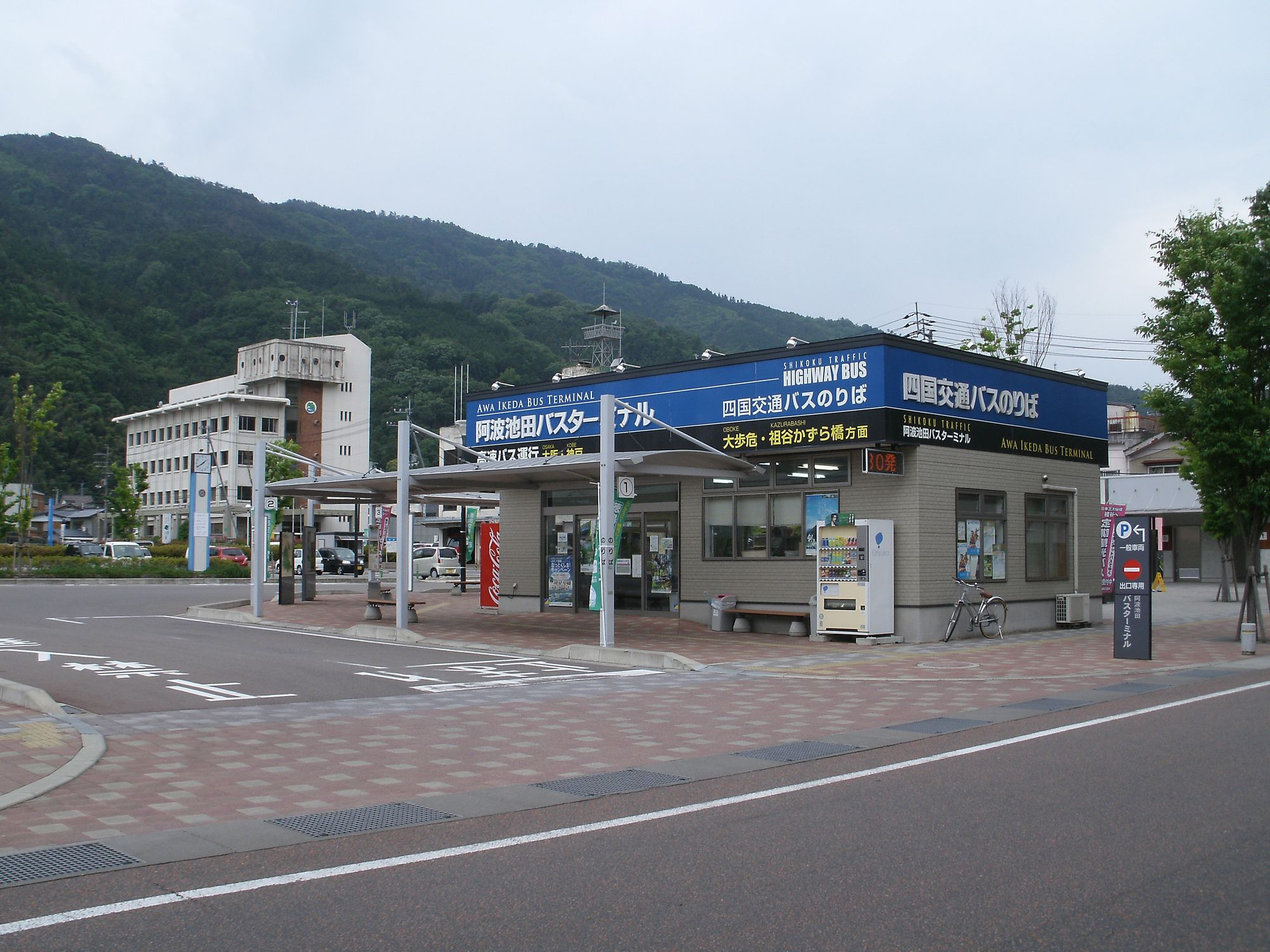
バスターミナルを南西望　左後方は三好市役所

## 概要
同社の一般路線バス・高速バス「しこくさぶろうエディ号」（阪急バスとの共同運行）・定期観光バス（ボンネットバスを使用）が発着する。
元JT池田工場（のち四国JTS電装池田工場）跡地の一部で、隣接するスーパーやドラッグストアなどが併設されたショッピングモール「フレスポ阿波池田」と一体で開発された。
2006年4月1日に当バスターミナルが供用開始されるまでは、高速バス・路線バス・定期観光バスともに阿波池田駅前の池田駅前停留所を発着としており、案内所も設置されていた。

## のりば
- 1番のりば
  - 大阪線：明石海峡大橋経由新大阪駅行
  - 神戸線：明石海峡大橋経由新神戸駅行
- 2番のりば
  - 三加茂線：東みよし役場前行
  - 井内谷線：辻駅前経由井内馬場行
  - 祖谷線：大歩危駅経由かずら橋・久保行
  - 出合線：祖谷口橋経由出合行
  - 本社線：三好病院経由本社前行
  - 漆川線：あわの抄経由漆川八幡神社前行
  - 白地線：池田ダム経由・板野経由白地行
  - 野呂内線：池田ダム経由箸蔵山ロープウェイ前・野呂内口行
- 3番のりば
  - 定期観光バス（祖谷方面）
  - 井川スキー場腕山シャトルバス（スキー場開場日運行）
  - 三好市営バス（佐野方面、三野町方面、阿波川口駅前経由大野・茂地方面、三好病院方面。三野町方面は道の駅三野まで降車不可）
  - 東みよし町営バス（東みよし町方面、東みよし町内に入るまでは降車不可）

## 周辺
- 市営駐車場（有料）
- 阿波池田駅 - 徒歩5分
- 三好市役所
- 阿波池田うだつの家・たばこ資料館
- 阿波池田郵便局